# György Négyesy
György Négyesy [ˈɟørɟ ˈneːɟɛʃi] (* 10. Mai 1893; † 14. April 1992 in Budapest) war ein ungarischer Schachspieler.

## Leben
György Négyesy war der Sohn von László Négyesy, einem Hochschullehrer für Literaturgeschichte und Mitglied der Ungarischen Akademie der Wissenschaften. Im Alter von sechs Jahren erlernte er von seinem Vater das Schachspielen. 1910 belegte er einen dritten Platz bei den Schulmeisterschaften im Schach. Zwei Jahre später wurde erstmals eine Schachpartie von ihm in gedruckter Form veröffentlicht. Er studierte Jura, schloss sein Studium 1914 ab und erhielt 1917 einen Doktortitel in diesem Fach. Er wurde 1920 zum Richter ernannt und arbeitete bis zu seiner Pensionierung 1951 an einem Gericht in Budapest. Jahrzehntelang gehörte zu den 20 besten Schachspieler des Landes, trat acht Mal in der Nationalmannschaft an und nahm fast 70 Jahre lang an Wettkämpfen teil. Im Ruhestand übernahm er die Organisation und Leitung des ungarischen Fernschachs. Weiterhin schrieb er regelmäßig Artikel für Sakkélet und Levelezési sakkhíradó, Zeitschriften des ungarischen Schachverbandes, sowie Bücher zum Thema Schach. Sein Buch Sakk-kombinációk  wurde in die deutsche, englische und italienische Sprache übersetzt. In seinen letzten Lebensjahren litt er an Hör- und Sehschwäche.
György Négyesy wurde am 24. April 1992 auf dem Új köztemető in Budapest beerdigt.

## Nahschach
Zunächst spielte Négyesy ausschließlich Nahschach in nationalen Turnieren. Von 1932 bis 1952 beteiligte er sich sechsmal an Endrunden der ungarischen Landesmeisterschaften. 1932 belegte er mit 8,5 Punkten aus 17 Partien den geteilten achten Platz und wurde ungarischer Meister. Zwischen 1925 und 1937 wurde er mehrfach in die Nationalmannschaft berufen. 1926 gewann er mit der ungarischen Auswahl die zweite inoffizielle Schacholympiade in Budapest.

## Fernschach
1910 begann er mit dem Fernschach. Er bestritt einige Länderkämpfe mit der ungarischen Nationalmannschaft und nahm am Eberhardt-Wilhelm-Pokal 1966/70 teil. In dieser Zeit bis Mitte der 1970er Jahre gehörte er zu den stärksten Fernschachspielern Ungarns.

## Funktionär
Négyesy übernahm organisatorische Aufgaben im ungarischen Fernschachbund. Insbesondere die von ihm initiierten Aufstiegsturniere brachten das ungarische Fernschach voran. Er war von 1951 bis 1985 verantwortlich für die Fernschachberichterstattung in der Schachzeitschrift Magyar Sakkélet. Dafür wurde er mit dem Titel Ehrenvorsitzender der ungarischen Fernschachfreunde ausgezeichnet. 1971 verlieh ihm der Weltfernschachverband ICCF die Ehrenmitgliedschaft.

## Schriften
- Előd Macskásy, György Négyesy: A VIII. magyar sakkbajnokság. Sport Könyvkiadó, Budapest 1953.
- György Négyesy, Klára Sárközy: Sakk-matt! Ifjúság Könyvkiadó, Budapest 1954.
- József Hegyi, György Négyesy: Sakk-kombinációk. Sport Könyvkiadó, Budapest 1956.
- József Hegyi, György Négyesy: Így kombináljunk! Sport Könyvkiadó, Budapest 1965.
- József Hegyi, György Négyesy: Ein Lehrbuch des Kombinationsspiels. Aus dem Ungarischen ins Deutsche übertragen von Bodo Starck. Verlag Das Schach-Archiv, Hamburg 1969.